# Stefan Szwajnoch
Stefan Szwajnoch (ur. 31 sierpnia 1886 w Bielszowicach, zm. 24 marca 1945 w KL Bergen-Belsen) – ksiądz rzymskokatolicki, kanonik Kapituły Katedralnej w Katowicach, publicysta, działacz społeczny i narodowy, chrześcijański demokrata, proboszcz parafii pw. św. Marii Magdaleny w Chorzowie Starym, więzień obozów koncentracyjnych.

## Życiorys
Urodził się w Bielszowicach, obecnie dzielnicy Rudy Śląskiej. Był synem Franciszka, górnika, i Barbary z domu Gonsior. Ukończył szkołę ludową oraz podjął naukę w gimnazjum w Bytomiu, w którym uzyskał świadectwo dojrzałości w 1908. W tym samym roku rozpoczął studia na Wydziale Teologii Katolickiej Uniwersytetu Wrocławskiego. Podczas studiów wstąpił do wrocławskiego Koła Braterskiego „Zet”. Był także prezesem Grupy Narodowej „Swoi”. Szykanowany przez władze uczelni za czytanie polskich czasopism – „Kuriera Poznańskiego” oraz „Dziennika Berlińskiego”.
22 czerwca 1912 przyjął we Wrocławiu święcenia kapłańskie z rąk bpa Karla Augustina. Początkowo pełnił posługę w parafii pw. św. Jadwigi w Chróścicach k. Opola, a od października 1912 – w parafii pw. św. Jadwigi w Królewskiej Hucie (obecnie Chorzów). Niespełna cztery lata później za propolskie nastawienie został przeniesiony do parafii św. Michała w dzielnicy Berlina Kreuzberg. Prowadził tam m.in. nauki w języku polskim dla dzieci przystępujących do I komunii św.
Od połowy sierpnia 1917 wikariusz parafii pw. św. św. Piotra i Pawła w Kluczborku. Podczas powstań śląskich oraz plebiscytu wikariusz parafii św. Anny w Zabrzu. Zorganizował tam Towarzystwo Oświaty im. św. Jacka, Towarzystwo Czytelni Ludowych oraz biblioteki Towarzystwa w całym powiecie. W październiku 1920 w składzie delegacji polskich księży na rozmowy z nuncjuszem apostolskim (późniejszym papieżem) ks. Achillesem Rattim.
W czerwcu 1922 opuścił parafię w Zabrzu – po zamachu bojówkarzy niemieckich na probostwo. Przez kolejne trzy lata organizował polskie szkoły w Królewskiej Hucie oraz pełnił funkcje wizytatora szkół ludowych i średnich w Wydziale Oświecenia Publicznego w Katowicach. Przez krótki okres był także dyrektorem Państwowego Męskiego Gimnazjum Klasycznego im. Odrowążów w Królewskiej Hucie.
Od marca 1925 proboszcz parafii pw. św. Marii Magdaleny w Chorzowie Starym. W 1925 postawił kapliczkę Podwyższenia Krzyża Świętego na pl. Piastowskim. Z jego inicjatywy kościół parafialny w 1927 wzbogacił się o nowe organy, a trzy lata później o nową polichromię oraz główny ołtarz. W 1936 otworzył nowy cmentarz parafialny. Cztery lata później z jego inicjatywy powstał w Królewskiej Hucie Miejski Komitet Pomocy Zimowej dla Bezrobotnych, który prowadził kuchnię dla ubogich. Był inicjatorem powstania wielu parafialnych organizacji katolickich, m.in. „Caritasu”, Akcji Katolickiej, Papieskiego Dzieła Rozkrzewiania Wiary, Krucjaty Eucharystycznej. Doprowadził do uruchomienia chóru kościelnego oraz wspierał działalność licznych polskich i niemieckich organizacji, m.in. tercjarzy (tzw. trzeciego zakonu św. Franciszka), Żywego Różańca, Sodalicji Młodzieńców, Kongregacji Mariańskiej Panien i innych.

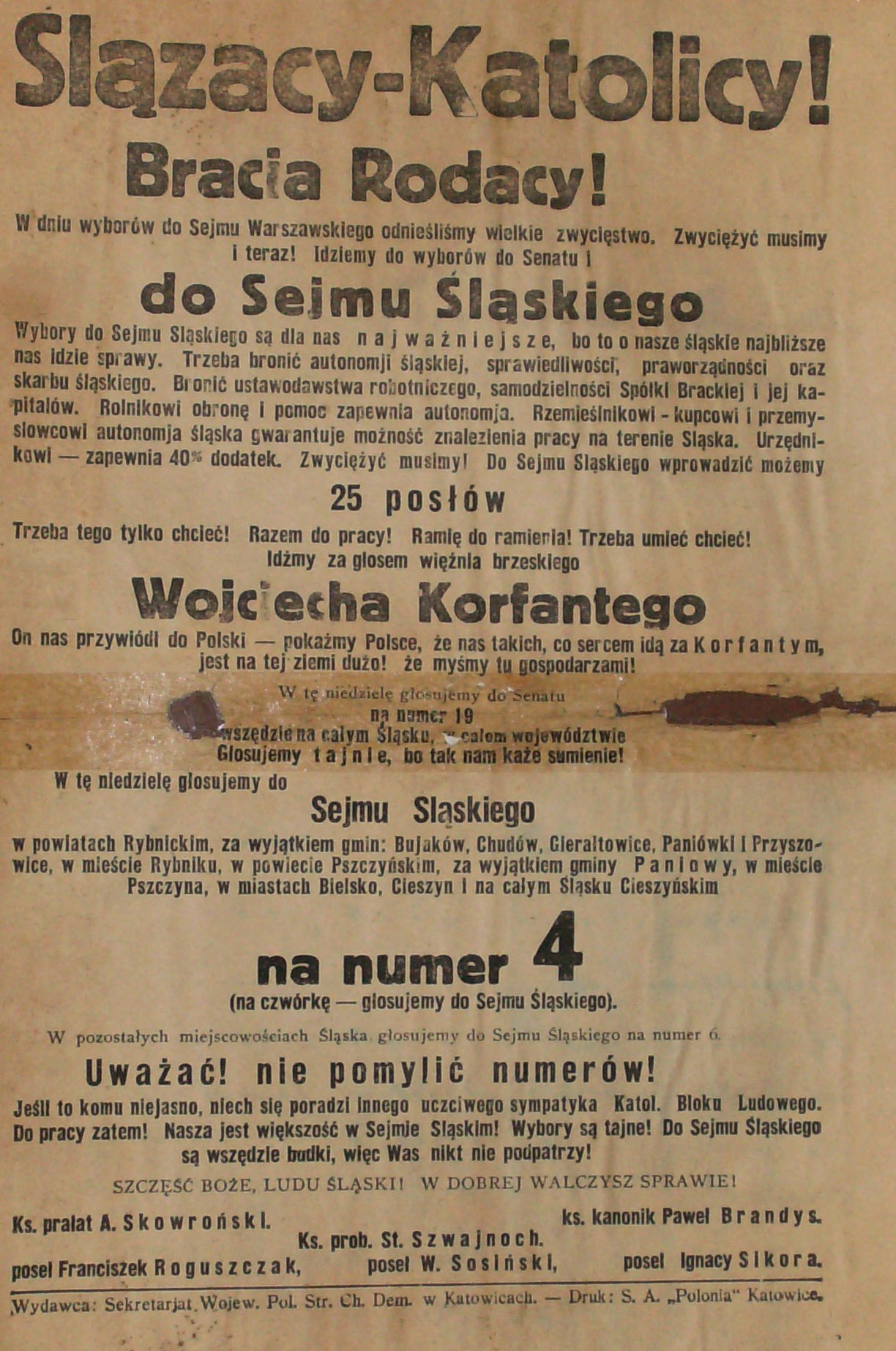
Podpisana w listopadzie 1930 przez ks. prob. Stefana Szwajnocha ulotka wyborcza wzywająca do głosowania na Katolicki Blok Ludowy i uwięzionego Wojciecha Korfantego

Działacz społeczny i narodowy. Od listopada 1923 członek Zarządu Ligi Katolickiej. Prezes Towarzystwa Czytelni Ludowych w Chorzowie. Członek Zarządu Głównego oraz wiceprezes Zarządu Wojewódzkiego Polskiego Stronnictwa Chrześcijańskiej Demokracji. Przed wyborami brzeskimi podpisał w listopadzie 1930 odezwę wzywającą do głosowania na prowadzoną przez uwięzionego Wojciecha Korfantego listę Katolickiego Bloku Ludowego. Wiceprezes Śląskiego Związku Akademickiego. Członek prosynodalnej diecezjalnej Komisji ds. Religijnego Wychowania Młodzieży. Członek Śląskiej Rady Związku Stowarzyszeń Młodzieży Polskiej. Od marca 1931 członek Diecezjalnej Rady Administracyjnej. W latach 1930–1936 redaktor „Chorzowskich Wiadomości Parafialnych”. Od kwietnia 1937 asystent kościelny Diecezjalnego Instytutu Akcji Katolickiej, od czerwca tego roku referent Kurii Diecezjalnej w Katowicach. W maju 1937 mianowany kanonikiem Kapituły Katedralnej w Katowicach. Od października 1938 prezes Rady Misyjnej Diecezji Katowickiej.
Figurował na liście proskrypcyjnej Sonderfahndungsbuch Polen i po wybuchu II wojny światowej w związku z Intelligenzaktion Schlesien został aresztowany przez gestapo. Na początku lutego 1940 był wydalony do Generalnego Gubernatorstwa. Przebywał początkowo w Krakowie, a od sierpnia 1940 był kapelanem biskupa Czesława Kaczmarka w Kielcach oraz tłumaczem w kieleckiej kurii diecezjalnej.
We wrześniu 1942 ponownie aresztowany przez gestapo, osadzony w obozie w Auschwitz, gdzie pracował jako cieśla oraz prowadził zakazaną przez hitlerowców działalność duszpasterską. W 1944 przetransportowany do obozu w Oranienburgu k. Berlina, gdzie mieściła się centralna inspekcja SS ds. obozów. Stamtąd przewieziony do obozu w Bergen-Belsen, gdzie zmarł 24 marca 1945.

## Ordery i odznaczenia
- Złoty Krzyż Zasługi (10 lutego 1939)[4]